# Фінн Скіандер
Фінн Скіандер (норв. Finn Schiander, 7 травня 1898 — 7 червня 1967) — норвезький яхтсмен.
Срібний призер Олімпійських Ігор 1920 року в класі 8 метрів (правила 1919 року).